# Religion en Somalie

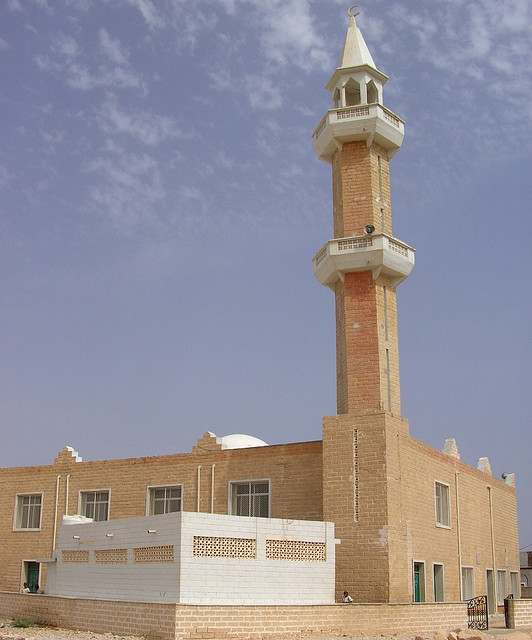
Mosquée à Pount

Les statistiques concernant la religion en Somalie sont difficiles à établir en raison de l'instabilité qui règne dans le pays.
Si les musulmans sont largement majoritaires en Somalie, deux conceptions différentes de l'islam s'y côtoient et s'y affrontent : l'une soutient les juridictions appliquant la charia, l'autre est beaucoup plus radicale et très critique à l'égard de la société traditionnelle somalienne. Les partisans du groupe Al-Shabbaab, très présents dans le Sud du pays, ne dissimulent pas leur volonté d'éradiquer toute présence chrétienne.